# Matteo Civitali

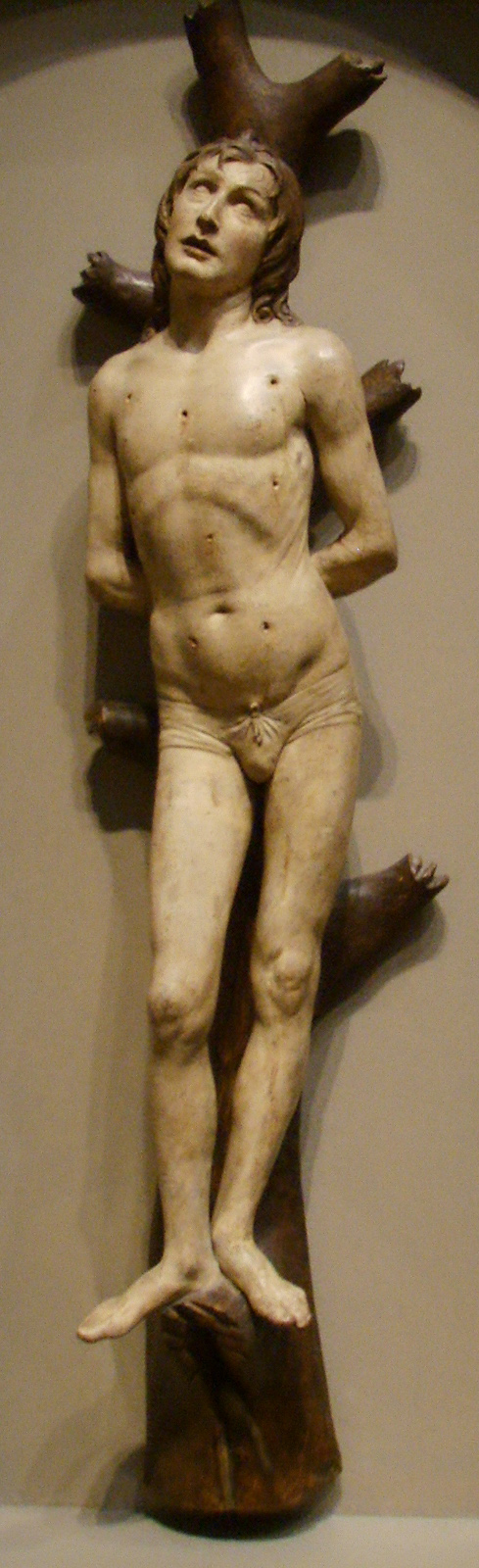
San Sebastián, National Gallery of Art, Washington.

Matteo Civitali (Lucca, 1436 - Lucca, 1502) fue un escultor italiano del siglo XV, al igual que muchos artistas de su época, fue también arquitecto e ingeniero.

## Biografía
El nombre viene del lugar de nacimiento de su padre, Giovanni da Civitali, Friuli, de Cividale. Mateo nació en Lucca y se formó en el entorno escolar en los Médici de Florencia.
También ejerció como profesión secundaria la de arquitectura, certificada por el trabajo en el templo de la Santa Faz en la catedral de Lucca, a pesar de que su fama se debe principalmente a la escultura.
Partió de los caminos de Donatello, pero trabajando de manera delicadísima, y filtrandocon sus propias ideas del arte de acuerdo con las formas de su maestro Antonio Rossellino, Mino da Fiesole, Desiderio da Settignano y Benedetto da Maiano. Así que su arte deriva de diversas influencias, incluyendo los de la escuela romana y del norte, la técnica resulta perfecta para la elaboración de imágenes en mármol que databa de una suave y mística elegancia. 
Estuvo activo en Pisa, Lucca, Sarzana, aunque sus obras se encuentran también en la Catedral de San Lorenzo en Génova, en la capilla de San Juan Bautista.